# Gary Raymond
Gary Barrymore Raymond (* 20. April 1935 im London Borough of Lambeth, England) ist ein britischer Film- und Theaterschauspieler.

## Biografie
Gary Raymond wurde als jüngster von Zwillingen geboren. Sein Bruder Robin Rodney Raymond ist um 20 Minuten älter als er. Er hatte noch einen etwas älteren Bruder. Ihre Mutter starb an Tuberkulose, als Gary und Robin 9 Monate alt waren.
Sie, wie auch der Vater, waren Schausteller, die als Zigeuner ihren Lebensstil gefunden hatten. So kam es, dass Raymond junior bereits früh an die Schauspielerei dachte. Mit 11 Jahren gewann er 1946 ein Stipendium für die Gateway School in Leicester, an der er fünf Jahre später, 1951, das Abitur ablegte.
Um sich zunächst finanziell über Wasser halten zu können, arbeitete Raymond unter anderem als Schreiber und Kürschner, und studierte mit Unterstützung des Londoner Stadtrats in seiner Freizeit Schauspiel. Raymond begann, nachdem er die finanziellen Möglichkeiten hatte, an der Royal Academy of Dramatic Arts zu studieren, und wurde 1953, im Alter von 18 Jahren, Mitglied der bekannten Royal Shakespeare Company (RSC). Hier stand er auch zum ersten Mal auf der Bühne. Zu seinen bekannteren Theaterstücken zählen unter anderem Macbeth und Hamlet. Bei Ersterer verkörperte er sogar den Titelhelden.
1958 erfolgte Raymonds Filmdebüt in Look Back and Anger. Obwohl er überwiegend in britischen Filmen zu sehen war, ereilte ihn doch auch der Ruf aus Hollywood. So stand er bereits 1960 als Sancho II. in El Cid und 1963 in Die größte Geschichte aller Zeiten in der Rolle des Simon Petrus vor der Kamera.
Als Mitglied der RSC lernte er auch Anfang der 1960er Jahre die um drei Monate ältere Schauspielerin Delena Kidd kennen, mit der Raymond seit 1961 verheiratet ist, und auch gelegentlich gemeinsam vor der Kamera steht, so unter anderem 2001 in Victoria & Albert. Das Paar hat drei gemeinsame Kinder, Sohn Matthew und die Töchter Sophie und Emily. Letztere ist mit dem ebenfalls als Schauspieler tätigem Ben Miles verheiratet.

## Filmografie (Auswahl)
- 1956: The Black Brigand (Fernsehserie, 8 Folgen)
- 1958: Der Rächer im lila Mantel (The Moonraker)
- 1959: Blick zurück im Zorn (Look Back in Anger)
- 1959: Plötzlich im letzten Sommer (Suddenly, Last Summer)
- 1960: Die Millionärin (The Millionairess)
- 1961: El Cid
- 1962: The Playboy of the Western World
- 1963: Jason und die Argonauten (Jason and the Argonauts)
- 1964: Martin Chuzzlewit (Fernsehserie, 13 Folgen)
- 1964: Das Verrätertor (The Traitor's Gate)
- 1965: Die größte Geschichte aller Zeiten (The Greatest Story Ever Told)
- 1966–1968: The Rat Patrol (Fernsehserie, 58 Folgen)
- 1968: Massacre Harbor
- 1972: Die Zwei (The Persuaders!, Fernsehserie, Folge 1x22 Die Ozerov-Juwelen)
- 1977–1978: The Cedar Tree (Fernsehserie, 36 Folgen)
- 1986: William Tyndale – Geächtet im Namen Gottes (God's Outlaw: The Story of William Tyndale)
- 1988: Mein Leben mit Anne Frank (The Attic: The Hiding of Anne Frank, Fernsehfilm)
- 1994: Scarlett (Miniserie, 3 Folgen)
- 2001: Victoria & Albert (Victoria & Albert, Fernsehfilm)
- 2003: The Foreigner – Der Fremde (The Foreigner)
- 2015: Sex, Marriage and Infidelity
- 2022: House of the Dragon (Fernsehserie, 2 Folgen)